# حسين الجزيري (سياسي)
حسين الجزيري (بالفرنسية: Houcine Jaziri)‏ ولد في 2 يوليو 1968 في جرجيس. هو جامعي وسياسي تونسي، وأحد القياديين البارزين في حركة النهضة.

عين في منصب كاتب الدولة للهجرة والتونسيين بالخارج لدى وزير الشؤون الاجتماعية في حكومة حمادي الجبالي وبعدها في حكومة علي العريض وذلك بين 2011 و2014.

انتخب نائبا في مجلس نواب الشعب عن حركة النهضة وذلك في انتخابات 26 أكتوبر 2014.

## حياته ونشاته

### الدراسات
في 1988، تحصل حسين الجزيري على شهادة الباكالوريا. درس إثرها الفلسفة في جامعة تونس حتى 1990. في نفس الفترة في الجامعة ناضل في صفوف حركة الاتجاه الإسلامي (النهضة لاحقا) أين أصبح ناطقا باسم الحركة داخل هذه الجامعة، وكان أيضا عضوا في المجلس السياسي للطلبة التابع لها. واصل دراسته لمدة 3 سنوات في المغرب، ثم انتقل إلى فرنسا، أين تحصل على الأستاذية في الفلسفة.
الجزيري متزوج ولديه ثلاثة أبناء.

## مسيرته
في فرنسا، أسس الجزيري معهد لتعليم اللغة العربية والثقافة العربية الإسلامية، والتي كان مديرها حتى 2011 تاريخ عودته إلى تونس.

شارك في 2012 في تأسيس قناة الزيتونة.
منذ 1993، كان حسين الجزيري عضوا في المكتب السياسي لحركة النهضة، وأصبح بعدها ناطقا رسمي باسمها. في 2005، وعندما كان في منفاه في فرنسا، كان من بين محرري إعلان هيئة 18 أكتوبر للحقوق والحريات التي تجمع عدة شخصيات وأحزاب تونسية معارضة وممنوعة وملاحقة تحت حكم الرئيس زين العابدين بن علي.

بعد سقوط نظم بن علي في الثورة التونسية في 2011، عاد إلى تونس، وأصبح في فبراير من نفس السنة عضو في الهيئة العليا للانتخابات داخل حركة النهضة. وفي ديسمبر 2011، عين في حكومة حمادي الجبالي ككاتب دولة مكلف بالهجرة والتونسيين بالخارج لدى وزير الشؤون الاجتماعية خليل الزاوية، وهو المنصب الذي شغله أيضا في حكومة علي العريض حتى 2014.

ترشح الجزيري لانتخابات 26 أكتوبر 2014 وفاز بمقعد في مجلس نواب الشعب عن دائرة فرنسا الأولى الانتخابية عن حركة النهضة، وهو عضو في مكتب المجلس مكلف بالعلاقات الخارجية.

## مقالات ذات صلة
- حركة النهضة (تونس)

## روابط خارجية
- السيرة الذاتية لحسين الجزيري على موقع مرصد مجلس نواب الشعب التابع لمنظمة البوصلة.